# Aniello Falcone
Aniello Falcone   (Nàpols, 15 de novembre de 1607 - Nàpols, 14 de juliol de 1656) fou un pintor italià del barroc, actiu a Nàpols i conegut per les seues obres on es representaven escenes de batalles.

## Biografia

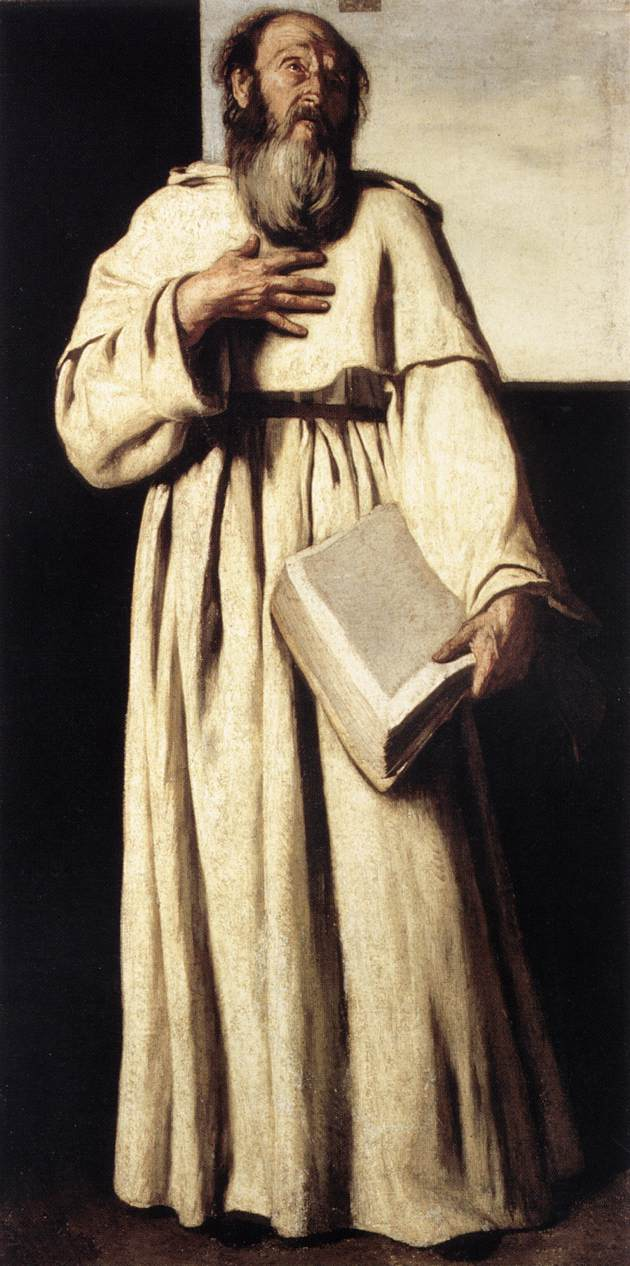
L'anacoreta, ca. 1650.

Nascut a Nàpols, fill d'un comerciant, de ben menut mostrà les seues capacitats artístiques. Primer va rebre lliçons d'un familiar, i després es convertí en un dels deixebles més destacats de Josep de Ribera. Salvator Rosa, al seu torn, diu que fou aprenent d'Aniello.
A banda de les escenes de batalles, grans i petites, agafades tant de la Bíblia com de la història secular, Falcone pintà diverses obres de tema religiós, les quals generalment no han sigut molt valorades. Arribà a ser quasi tan cèlebre com Giacomo Borgognone, en la faceta de pintor de batalles, se l'anomenà L'Oracolo delle Battaglie. Les seues obres destaquen pel seu moviment, varietat, verisme, i uns colors cuidats.
Falcone era audaç, generós, acostumat a les armes i un excel·lent amb l'esgrima. Durant la revolta de 1647 contra el domini espanyol sobre Nàpols, dirigida per Masaniello, Falcone actuà violentament, venjant la mort, a mans de dos espanyols, d'un nebot i d'un alumne del seu taller. Salvator Rosa, Carlo Coppola, entre d'altres, i Falcone mateix, formaren una banda armada, la Compagnia della Morte (Companyia de la Mort). De dia lluitaven i de nit es dedicaven a ser grans pintors.
Una vegada restaurat l'ordre a la ciutat la Compagnia es dissolgué i fugiren, Falcone i Rosa foren expulsats a Roma. Ací Giacomo Borgognone va descobrir les obres Falcone, arribant a ser amics. Després, un cavaller francés el convidà a viatjar fins a França, on Lluís XIV arribaria a ser un dels seus clients. Per acabar, tornà a Nàpols, després que Colbert obtingués permís per això, allí va morir l'any 1665.
Dues de les seues peces de batalles s'ha exposat al Museu del Louvre i al Museu de Nàpols; pintà un retrat, suposat, de Masaniello, i va gravar algunes plaques. Entre els seus principals deixebles, junt amb Rosa i Coppola (els treballs dels quals de vegades s'atribueixen al mateix Falcone), foren Domenico Gargiulo (anomenat Micco Spadaro), Paolo Porpora i Andrea di Lione.